# Miloš Holaň
Miloš Holaň (* 22. dubna 1971 Bílovec) je český hokejový trenér a bývalý obránce, který nastupoval v české extralize i v NHL. V roce 1993 obdržel Zlatou hokejku.

## Hráčská kariéra
V sezoně 1988/89 se poprvé objevil v dresu mateřských Vítkovic v československé nejvyšší soutěži. V dresu tohoto klubu působil až do roku 1993 (kromě období 1990–92, kdy narukoval do HK Dukla Trenčín, se kterou získal v sezoně 1991/92 mistrovský titul). V Trenčíně byl členem obávané formace Švehla-Holaň-Pálffy-Petrovický-Jánoš. V roce 1993 byl oceněn Zlatou hokejkou, kdy z pozice obránce zaznamenal v 53 zápasech 68 bodů a Vítkovicím pomohl až do finále posledního ročníku federální ligy proti Spartě Praha. Byl draftován klubem NHL Philadelphia Flyers jako 77. celkově (3. kolo). Po draftu se rozhodl odejít do zámoří.
Ve své první sezoně v NHL 1993/94 nastoupil za Philadelphii pouze v osmi utkáních, většinu času strávil na farmě v AHL – Hershey Bears. Za tento klub nastupoval i v úvodu sezony 1994/95, kdy byl v rámci NHL vyměněn za Anatolije Semjonova do Mighty Ducks of Anaheim. V tomto klubu, který působil v soutěži teprve druhým rokem, se již český obránce prosadil do hlavního mužstva. V něm začal i další sezonu, během které ale u něj lékaři objevili leukémii a tak musel Holaň kariéru přerušit – do NHL se mu již později prosadit nepodařilo. Byl prvním českým hokejistou, který hrál za Anaheim.
V sezoně 1998/99 se dokázal vrátit do profesionálního hokeje, když v české extralize hájil barvy Vítkovic. Poslední sezonu kariéry 1999/2000 rozdělil mezi extraligový Třinec a druholigový německý klub EHC Freiburg.

## Trenérská kariéra
Po skončení hráčské kariéry se věnuje trénování. S trénováním začal u týmu juniorů ve Znojmě. Působil jako trenér HC Sareza Ostrava, poté v letech 2004–2006 jako asistent trenéra Vladimíra Vůjtka v HC Vítkovice, následně vedl jako hlavní trenér B-tým norského celku Lillehammer IK, slovenský klub HKm Zvolen, pražskou Spartu (společně s Davidem Volkem) a krátce také tým BK Mladá Boleslav. V červnu 2012 nastoupil na pozici hlavního trenéra v ukrajinském klubu HC Berkut Kyjev. Po roce klub opustil. V letech 2013–15 vedl rakouské mužstvo VEU Feldkirch, se kterým se v sezoně 2014/15 probojoval do finále Alpské mezinárodní ligy a s týmem tak získal stříbrné medaile. Ve stejné sezoně oslavil vítězství v Rakouském hokejovém poháru. V sezoně 2015/16 pak trénoval běloruský HK Něman Grodno, se kterým postoupil do semifinále ligy. V následující sezóně vedl slovenskou Duklu Trenčín.
Od ledna 2017 vedl HC Dynamo Pardubice. Po konečném 14. místě musely Pardubice obhajovat extraligovou příslušnost pro následující sezónu až v baráži. Udržet extraligovou příslušnost i pro následující sezónu se týmu vedeného dvojicí Miloš Holaň–Otakar Janecký podařilo až v posledním kole. V sezóně 2017/2018 dokázal postoupil přímo do čtvrtfinále a s týmem pardubických hokejistů obsadil konečné 6. místo. Na konci října 2018, však byl po sérii špatných výsledků z funkce trenéra odvolán. Od ledna 2019 do února 2020 byl trenérem prvoligové týmu HC RT Torax Poruba.
6. prosince 2020 byl jmenován novým trenérem extraligového týmu HC Vítkovice Ridera, kdy nahradil odvolaného Mojmíra Trličíka. V říjnu 2023 rezignoval na pozici trenéra A-týmu Vítkovic a na jeho místo nastoupil Pavel Trnka.
19. listopadu 2024 byl jmenován trenérem týmu HC Mikron Nové Zámky, hrající slovenskou extraligu. 
1. května 2025 byl představen jak nový trenér HC Frýdek-Místek, hrající 1. ligu.

## Trenérská působiště podle sezón
- 2004/05 HC Sareza Ostrava
- 2004/05 HC Vítkovice Steel - asistent
- 2005/06 HC Vítkovice Steel - asistent
- 2006/07 HC Vítkovice Steel, do 5.11. 2006
- 2007/08 Lillehammer IK
- 2008/09 HKm Zvolen
- 2009/10 HKm Zvolen, do 25.10.2009
- 2009/10 HC Sparta Praha, od 28.10. 2009
- 2010/11 HC Sparta Praha, do 26.10. 2010
- 2010/11 BK Mladá Boleslav, od 28.10. 2010
- 2012/13 Berkut Kyjev
- 2013/14 VEU Feldkirch
- 2014/15 VEU Feldkirch
- 2015/16 HK Něman Grodno
- 2016/17 HK Dukla Trenčín, do 25.10. 2016
- 2016/17 HC Dynamo Pardubice, od 16.1. 2017
- 2017/2018 HC Dynamo Pardubice
- 2018/19 HC Dynamo Pardubice, do 25.10. 2018
- 2018/19 HC RT Torax Poruba, od 1.1. 2019
- 2019/20 HC RT Torax Poruba
- 2020/21 HC Vítkovice Ridera, od 6.12. 2020
- 2021/22 HC Vítkovice Ridera
- 2022/23 HC Vítkovice Ridera
- 2023/24 HC Vítkovice Ridera, do 23.10. 2023
- 2024/25 HC Mikron Nové Zámky
- 2025/26 HC Frýdek-Místek

## Ocenění a úspěchy
- 1993 ČSHL – Nejlepší obránce
- 1993 ČSHL – Nejlepší hráč v play-off
- 1993 – Zlatá hokejka
- 2022 - 2x Trenér měsíce (září, listopad)

## Prvenství
- Debut v NHL – 12. října 1993 (Philadelphia Flyers proti Buffalo Sabres)
- První asistence v NHL – 12. října 1993 (Philadelphia Flyers proti Buffalo Sabres)
- První gól v NHL – 8. ledna 1994 (Tampa Bay Lightning proti Philadelphia Flyers, kanadskému brankáři Daren Puppa)

## Klubová statistika
| Sezóna            | Klub                    | Soutěž              |                     | Základní část       | Základní část       | Základní část       | Základní část       | Základní část       |                     | Play off            | Play off            | Play off            | Play off            | Play off            |
| Sezóna            | Klub                    | Soutěž              | Z                   | G                   | A                   | B                   | TM                  | Z                   | G                   | A                   | B                   | TM                  |                     |                     |
| 1988/89           | TJ Vítkovice            | ČSHL                | 7                   | 0                   | 0                   | 0                   | 0                   | —                   | —                   | —                   | —                   | —                   |                     |                     |
| 1989/90           | TJ Vítkovice            | ČSHL                | 43                  | 6                   | 7                   | 13                  |                     | 7                   | 2                   | 1                   | 3                   |                     |                     |                     |
| 1990/91           | ASVŠ Dukla Trenčín      | ČSHL                | 53                  | 6                   | 13                  | 19                  |                     | —                   | —                   | —                   | —                   | —                   |                     |                     |
| 1991/92           | ASVŠ Dukla Trenčín      | ČSHL                | 51                  | 13                  | 22                  | 35                  | 32                  | —                   | —                   | —                   | —                   | —                   |                     |                     |
| 1992/93           | SSK Vítkovice           | ČSHL                | 39                  | 27                  | 25                  | 52                  |                     | 14                  | 8                   | 8                   | 16                  | —                   |                     |                     |
| 1993/94           | Philadelphia Flyers     | NHL                 | 8                   | 1                   | 1                   | 2                   | 4                   | —                   | —                   | —                   | —                   | —                   |                     |                     |
| 1993/94           | Hershey Bears           | AHL                 | 27                  | 7                   | 22                  | 29                  | 16                  | —                   | —                   | —                   | —                   | —                   |                     |                     |
| 1994/95           | Mighty Ducks of Anaheim | NHL                 | 25                  | 2                   | 8                   | 10                  | 14                  | —                   | —                   | —                   | —                   | —                   |                     |                     |
| 1994/95           | Hershey Bears           | AHL                 | 55                  | 22                  | 27                  | 49                  | 75                  | —                   | —                   | —                   | —                   | —                   |                     |                     |
| 1995/96           | Mighty Ducks of Anaheim | NHL                 | 16                  | 2                   | 2                   | 4                   | 24                  | —                   | —                   | —                   | —                   | —                   |                     |                     |
| 1996/97           | Nehrál kvůli nemoci     | Nehrál kvůli nemoci | Nehrál kvůli nemoci | Nehrál kvůli nemoci | Nehrál kvůli nemoci | Nehrál kvůli nemoci | Nehrál kvůli nemoci | Nehrál kvůli nemoci | Nehrál kvůli nemoci | Nehrál kvůli nemoci | Nehrál kvůli nemoci | Nehrál kvůli nemoci | Nehrál kvůli nemoci | Nehrál kvůli nemoci |
| 1997/98           | Nehrál kvůli nemoci     | Nehrál kvůli nemoci | Nehrál kvůli nemoci | Nehrál kvůli nemoci | Nehrál kvůli nemoci | Nehrál kvůli nemoci | Nehrál kvůli nemoci | Nehrál kvůli nemoci | Nehrál kvůli nemoci | Nehrál kvůli nemoci | Nehrál kvůli nemoci | Nehrál kvůli nemoci | Nehrál kvůli nemoci | Nehrál kvůli nemoci |
| 1998/99           | HC Vítkovice            | ČHL                 | 30                  | 9                   | 13                  | 22                  | 26                  | 4                   | 0                   | 2                   | 2                   | 0                   |                     |                     |
| 1999/00           | HC Oceláři Třinec       | ČHL                 | 11                  | 1                   | 5                   | 6                   | 6                   | —                   | —                   | —                   | —                   | —                   |                     |                     |
| 1999/00           | EHC Freiburg            | 2.BL                | 5                   | 1                   | 3                   | 4                   | 16                  | —                   | —                   | —                   | —                   | —                   |                     |                     |
| Celkem v ČSHL/ČHL | Celkem v ČSHL/ČHL       | Celkem v ČSHL/ČHL   | 248                 | 70                  | 93                  | 163                 |                     | 11                  | 2                   | 3                   | 5                   |                     |                     |                     |
| Celkem v NHL      | Celkem v NHL            | Celkem v NHL        | 49                  | 5                   | 11                  | 16                  | 42                  | —                   | —                   | —                   | —                   | —                   |                     |                     |

## Reprezentace
Má stříbrnou medaili mistrovství Evropy do 18 let 1989 v SSSR. Dvakrát se objevil v dresu československé reprezentace do 20 let na světovém šampionátu této věkové kategorie – v roce 1990 ve Finsku i o rok později v Kanadě získal bronzovou medaili.
| Rok                       | Tým                       | Soutěž                    | Z  | G | A | B  | TM |
| ------------------------- | ------------------------- | ------------------------- | -- | - | - | -- | -- |
| 1989                      | Československo 18         | ME 18                     | 6  | 4 | 4 | 8  | 6  |
| 1990                      | Československo 20         | MSJ                       | 4  | 2 | 0 | 2  | 2  |
| 1991                      | Československo 20         | MSJ                       | 6  | 0 | 2 | 2  | 0  |
| 1993                      | Česko                     | MS                        | 8  | 1 | 3 | 3  | 10 |
| 1994                      | Česko                     | MS                        | 6  | 0 | 3 | 3  | 8  |
| Seniorská kariéra celkově | Seniorská kariéra celkově | Seniorská kariéra celkově | 16 | 6 | 6 | 12 | 8  |
| Seniorská kariéra celkově | Seniorská kariéra celkově | Seniorská kariéra celkově | 14 | 1 | 6 | 7  | 18 |

Dva starty si připsal i na seniorském mistrovství světa, když za český národní tým hrál na MS 1993 v Německu (bronz) a o rok později i na šampionátu v Itálii (7. místo). Celková bilance v reprezentaci – 35 utkání/7 branek.